# Hieracium longicuspis
Hieracium longicuspis es una especie de planta con flor del género Hieracium, de la familia Asteraceae, orden Asterales.

## Distribución
Hieracium longicuspis se distribuye por Finlandia y Noruega.

## Taxonomía
Fue descrita científicamente por Brenner.